# Герт Енгельс
Герт Енгельс (нім. Gert Engels, нар. 26 квітня 1957, Дюрен) — німецький футболіст, що грав на позиції півзахисника. По завершенні ігрової кар'єри — тренер. З 2019 року входить до тренерського штабу японського «Кіото Санга».

## Ігрова кар'єра
У дорослому футболі дебютував 1974 року виступами за команду «Дюрен 99» з рідного міста.
У другій половині 1970-х перебував у розпорядженні клубів «Боруссія» (Менхенгладбах) та «Баесайлер 09», після чого повернувся до «Дюрена», за який відіграв ще десять років.

## Кар'єра тренера
Розпочав тренерську кар'єру відразу ж по завершенні кар'єри гравця, 1990 року, прийнявши запрошення очолити тренерський японського «Міто Холліхок».
Працював у Японії до 2008 року, втсигнувши потренувати «Йокогама Флюґелс», «ДЖЕФ Юнайтед», «Кіото Санга» та «Урава Ред Даймондс». У 1998 і 2002 роках з двома різними командами вигравав Кубок Імператора.
Протягом 2011–2013 років працював в Африці, де очолював тренерський штаб збірної Мозамбіку.
2018 року повернувся до тренерської роботи, увійшовши до тренерського штабу «Віссела» (Кобе), а наступного року став асистентом головного тренера в «Кіото Санга».

## Титули і досягнення
- Володар Кубка Імператора (2):

«Йокогама Флюґелс»: 1998
«Кіото Санга»: 2002